# پوکر فیس (مجموعه تلویزیونی)
پوکر فیس (به انگلیسی: Poker Face) یک مجموعه تلویزیونی آمریکایی است که توسط ریان جانسن برای سرویس پخش پیکاک تهیه شده‌است. این سری، یک مجموعه معمایی-جنایی با زمینه کمدی است. ناتاشا لیون به‌عنوان مدیرتولید و بازیگر در این مجموعه به ایفای نقش پرداخته‌است.
شبکه پیکاک این سریال را در مارس ۲۰۲۱ با همراهی لیون و جانسون به عنوان کارگردان معرفی کرد. نورا و لیلا زاکرمن به عنوان شورانر‌های مشترک انتخاب شدند.
فصل اول پوکر فیس متشکل از ۱۰ قسمت است که در ۲۶ ژانویه ۲۰۲۳ به نمایش درآمد. این سریال مورد تحسین منتقدان قرار گرفته‌است.